# Страна тумана
«Страна тумана» (англ. The Land of Mist) — научно-фантастический роман Артура Конан Дойла, вышедший в свет в 1926 году. Произведение является третьим по счёту в цикле произведений о профессоре Челленджере.

## Сюжет
Очередной роман «Челленджеровского цикла», но сюжет его развертывается главным образом вокруг дочери профессора Энид и его старого друга корреспондента Эдварда Мелоуна. Другой персонаж «Затерянного мира», лорд Джон Рокстон, также появляется во второй половине романа. Книга написана А. Конан Дойлем в состоянии депрессии после гибели на фронтах Первой мировой войны близких родственников, сына, брата и двух племянников, что способствовало его тяге к спиритуализму и сказалось на развитии сюжета, где Э. Мелоун проявляет сначала профессиональный, а затем — личный интерес к спиритизму. Энид вместе с Мелоуном исследовали учение спиритуалистов, а позднее стали его адептами. Выяснилось, что Энид — сильнейший медиум, и именно необыкновенные способности дочери заставили профессора Челленджера пересмотреть свои материалистические взгляды. Впоследствии Энид вышла замуж за Эдуарда Мелоуна.